# Peter Cooper Village
Le Peter Cooper Village est un quartier résidentiel de l'arrondissement de Manhattan, à New York, situé à l'est du Gramercy Park, entre la Première Avenue et l'Avenue C. Il s'étend du nord au sud entre la 20e et la 23e rue. Le district est ainsi situé au nord du quartier de Stuyvesant Town, avec qui il forme un immense complexe résidentiel, et qui s'étend de la frontière sur du Peter Cooper Village à la 14e rue.
Le nom du quartier a été donné en l'honneur de l'une des figures historiques de New York, Peter Cooper, qui fut un célèbre inventeur et philanthrope, à l'origine de la Cooper Union pour le développement de l'art et des sciences en 1859. L'ensemble du complexe Peter Cooper Village-Stuyvesant Town a été vendu à Tishman Speyer Properties en 2006 par la compagnie d'assurances MetLife pour la somme de 5,4 milliards de dollars, ce qui constitue à ce jour la plus importante transaction jamais effectuée pour une unique propriété immobilière aux États-Unis.